# Liste umbenannter Straßen und Plätze in Greiz
Diese Liste enthält (noch unvollständig) umbenannte Straßen und Plätze in der thüringischen Stadt Greiz.
Die meisten Namensänderungen erfolgten in vier Umbenennungswellen:
- während des Dritten Reiches 1933 bis 1937.
- unmittelbar nach Ende des Zweiten Weltkriegs im Mai/Juni 1945.
- Ende 1945 bis Mitte der 1950er Jahre
- nach der politischen Wende 1990/91

Einzelne Änderungen gab es natürlich auch zu anderen Zeiten.
Umbenennungen in Vororten vor oder aufgrund der Eingemeindung sind nicht enthalten.

## Umbenannte Straßen und Plätze
Die Straßen sind nach ihrem aktuellen bzw. letzten Namen sortiert. Gleichfarbige Blöcke kennzeichnen verschiedene Namen einer Straße. Ehemalige Namen sind zusätzlich eingerückt.
| Name                                      | Name gültig ab     | Bemerkungen | |
| ----------------------------------------- | ------------------ | --- | -------------------------------------------------------------------------------------------------- |
| Adelheidstraße                            | 1881               | | |
| Adelheidsteig                             |                    | | |
| An der Freiheitsbrücke                    | 1945               | nach Abriss der Häuser im Jahr 1968 nicht mehr existent | |
| An der Heinrichsbrücke                    | 13. Mai 1872       | | |
| Theatergäßchen                            |                    | | |
| August-Bebel-Straße                       | Dezember 1945      | | |
| Idastraße                                 |                    | | |
| Bahnhofstraße                             | Mai/Juni 1945      | | |
| Horst-Wessel-Straße                       | 1933               | zusammen mit Querstraße | |
| Bahnhofstraße                             | 1881               | vorher Teil der Querstraße | |
| Birkenacker                               | nach 1948          | | |
| Georg-Brösel-Straße                       |                    | | |
| Brückenstraße                             | 23. Mai 1901       | | |
| Brückengasse und Mühlgasse                |                    | früher zwei Straßen | |
| Bruno-Bergner-Straße                      | 17. Sept. 1945     | | |
| Heinrichstraße                            | Dezember 1863      | | |
| Burgstraße                                | vor 1850           | | |
| Burggasse                                 | nach 1802          | | |
| Kirchgasse                                |                    | | |
| Carolinenstraße                           | 1991               | | |
| Ernst-Thälmann-Straße                     | zw. 1945 und 1948  | | |
| Carolinenstraße                           | um 1850            | | -------------------------------------------------------------------------------------------------> |
| Dr.-Otto-Nuschke-Straße                   | nach 1945          | | |
| Friedhofsweg                              | wahrschl. vor 1893 | | |
| Dr.-Rathenau-Platz                        | zw. 1945 und 1948  | | |
| Regentenplatz                             | 1904               | durch die Verlegung der Gräßlitz entstanden; vorher Teil der Gerichtsstraße | |
| Dr.-Scheube-Straße                        | 17. Sept. 1945     | | |
| Herminenstraße                            | 1933               | | |
| Schulstraße                               |                    | | |
| Elsterplatz                               | Mai/Juni 1945      | | |
| Skagerrakplatz                            | 31. Mai 1934       | | |
| Elsterplatz                               |                    | | |
| Franz-Feustel-Straße                      | zw. 1945 und 1948  | | |
| Richard-Wagner-Straße                     | 1933               | | |
| Franz-Feustel-Straße                      | Februar 1930       | | |
| Friedhofstraße                            | Mai/Juni 1945      | | |
| Franz-Seldte-Straße                       | 1933               | | |
| Friedhofstraße                            | 23. Febr. 1872     | | |
| Am Thiergarten und Am Friedhof            | 1863 bzw. 1850     | Am Friedhof hieß seit 1825 Gottesackergasse | |
| Friedrich-Naumann-Straße                  | 1945/46            | | |
| Wilhelmstraße                             | Juni 1885          | | |
| Fritz-Ebert-Straße                        | zw. 1945 und 1948  | | |
| Georg-Schleber-Straße                     | ab 1921            | | |
| Heinrichstraße                            | vor 1921           | zu Pohlitz gehörig | |
| Gartenweg                                 | 1863               | | |
| Blumengasse                               |                    | | |
| Genossenschaftsstraße                     | 3. Nov. 1945       | | |
| Oskar-Schleicher-Straße                   | 1934               | | |
| Vogtlandstraße                            | 1933               | | |
| Genossenschaftsstraße                     | Mai 1925           | | |
| Georg-Herwegh-Straße                      | 1945               | | |
| Roonstraße                                | 1933               | | |
| Eichbergstraße                            | 1905               | | |
| Gerhart-Hauptmann-Straße                  | 1991               | | |
| Wilhelm-Pieck-Straße                      |                    | entstand in den 1970er Jahren | |
| Gerichtsstraße                            | zw. 1945 und 1948  | Gerichtsstraße durch Umbenennung des unteren Teils der Reichenbacher Straße bis zur August-Bebel-Straße verlängert | |
| Gerichtsstraße und Reichenbacher Straße   | Mai/Juni 1945      | | |
| Langemarckstraße und Reichenbacher Straße | 1933               | | |
| Gerichtsstraße und Reichenbacher Straße   | 1881               | wegen der neuen Bahnhofstraße in der Neustadt: Schuhmarkt und Teil Bahnhofstraße bis Papiermühlenweg in Gerichtsstraße umbenannt (ab 1904 begann die Gerichtsstraße am heutigen Dr.-Rathenau-Platz) Teil Bahnhofstraße ab Papiermühlenweg in Reichenbacher Straße umbenannt | |
| Schuhmarkt und Bahnhofstraße              | 21. Dez. 1867      | Abschnitt vom Papiermühlenweg bis zum späteren Bahnhof Greiz Aubachtal entstand neu; erhielt zusammen mit Neuer Gasse den Namen Bahnhofstraße | |
| Schuhmarkt und Neue Gasse/Neue Straße     | mind. 1848         | Neue Gasse: von heutigem Dr.-Rathenau-Platz bis zum Papiermühlenweg Schuhmarkt: von Marstallstraße bis zur Neuen Gasse | |
| Gottfried-Keller-Straße                   | 1991               | | |
| Klement-Gottwald-Straße                   |                    | entstand in den 1970er Jahren | |
| Gotthold-Roth-Straße                      | 24. März 1966      | | |
| Mittelstraße                              | Mai/Juni 1945      | | |
| Wilhelm-Frick-Straße                      | 1933               | | |
| Mittelstraße                              |                    | | |
| Heinrich-Fritz-Straße                     | April 1935         | | |
| Weststraße                                |                    | | |
| Heinrich-Mann-Ring                        | 1991               | | |
| Georgi-Dimitroff-Ring                     |                    | entstand in den 1970er Jahren | |
| Irchwitzer Straße                         | nach 1900          | | |
| Irchwitzer Weg                            |                    | | |
| Johann-Sebastian-Bach-Straße              | Ende 1945          | | |
| Gasparinenstraße                          | 1871               | | |
| Karl-Liebknecht-Platz                     | September 1945     | beim Bau der Altstadtumgehung Anfang der 1990er Jahre beseitigt, aber noch als Adresse zweier Gebäude verwendet | |
| Denkmalsplatz                             | Mai/Juni 1945      | beim Bau der Altstadtumgehung Anfang der 1990er Jahre beseitigt, aber noch als Adresse zweier Gebäude verwendet | |
| Adolf-Hitler-Platz                        | 1933               | beim Bau der Altstadtumgehung Anfang der 1990er Jahre beseitigt, aber noch als Adresse zweier Gebäude verwendet | |
| Denkmalsplatz                             | 1863               | beim Bau der Altstadtumgehung Anfang der 1990er Jahre beseitigt, aber noch als Adresse zweier Gebäude verwendet | |
| Kirchplatz                                |                    | | |
| Schulplatz                                |                    | heute gibt es einen Schulplatz in Pohlitz | |
| Kurt-Tucholsky-Straße                     | 1991               | | |
| Otto-Grotewohl-Straße                     |                    | entstand in den 1970er Jahren | |
| Lindenstraße                              | Mai/Juni 1945      | | |
| Saarlandstraße                            | 1933               | | |
| Lindenstraße                              |                    | | |
| Marienstraße                              | 1991               | | |
| Friedrich-Engels-Straße                   | zw. 1945 und 1948  | | |
| Marienstraße                              | 21. Dez. 1867      | | |
| Teichgasse                                |                    | eine Parallelstraße trägt heute diesen Namen | |
| Marktstraße                               | vor 1802           | umfasste bis 1903 auch einen Teil der heutigen Thomasstraße | |
| Reichenbacher Gasse                       |                    | | |
| Marstallstraße                            | 1991               | | |
| Straße der DSF                            | zw. 1948 und 1955  | | |
| Marstallstraße                            |                    | | |
| Mitschurinweg                             |                    | | |
| Schönsichtweg                             | zw. 1945 und 1948  | | |
| Felix-Günther-Straße                      | 1908               | | |
| Mollbergstraße                            | 23. Juni 1925      | | |
| Rosengasse                                | mind. 1848         | | |
| An der Rinne                              | mind. 1726         | | |
| Nahmmacherstraße                          | 2004               | | |
| Querstraße                                | Mai/Juni 1945      | | |
| Horst-Wessel-Straße                       | 1933               | zusammen mit Bahnhofstraße | |
| Querstraße                                | 19. Dez. 1863      | umfasste bis 1881 auch die heutige Bahnhofstraße | |
| Obere Silberstraße                        | 1863               | | |
| Silberstraße                              |                    | zusammen mit Unterer Silberstraße | |
| Otto-Meier-Straße                         | 1946               | | |
| Moschwitzer Straße                        |                    | | |
| Paul-Kiß-Straße                           | 1950               | | |
| von-der-Trenck-Straße                     | 1933               | | |
| An der Freiheit                           | 1929               | | |
| Plauensche Straße                         | 20. Juli 1950      | mit Plauenscher Straße in Dölau und Sachswitz sowie Elsterberger Straße in Rothenthal vereinigt; seit dem 1. Januar 2013 gibt es durch Eingemeindung von Hohndorf wieder eine Elsterberger Straße                                                                           | |
| Friedrich-Arnold-Straße                   | 15. Mai 1914       | nach Eingemeindung von Dölau (mit Rothenthal) gab es ab 1922 wieder eine Elsterberger Straße | |
| Elsterberger Straße                       |                    | | |
| Pohlitzplatz                              | Mai/Juni 1945      | | |
| Herbert-Norkus-Platz                      | 1933               | | |
| Heinrichsplatz                            |                    | | |
| Poststraße                                | Mai/Juni 1945      | | |
| Schlageterstraße                          | 1933               | | |
| Poststraße                                | Februar 1881       | | |
| Prof.-Dr.-Friedrich-Schneider-Straße      | 14. Okt. 1967      | | |
| Logenstraße                               | Mai/Juni 1945      | | |
| Dietrich-Eckart-Straße                    | 1934               | | |
| Logenstraße                               | 1898               | | |
| Fluthstraße                               | vor 1898           | | |
| Puschkinplatz                             | 1948               | | |
| Ernst-Arnold-Platz                        | 30. Nov. 1904      | | |
| Neumarkt und Topfmarkt                    |                    | früher zwei, bis 1903 durch die Gräßlitz getrennte Plätze | |
| Rilkestraße                               | Mai/Juni 1945      | | |
| Sudetenweg                                | nach 1937          | | |
| Rilkestraße                               |                    | | |
| Rosa-Luxemburg-Straße                     | zw. 1945 und 1948  | | |
| Elsterstraße                              | Mai/Juni 1945      | | |
| Admiral-Scheer-Straße                     | 31. Mai 1934       | | |
| Elsterstraße                              |                    | | |
| Rudolf-Breitscheid-Straße                 | zw. 1945 und 1948  | | |
| Bismarckstraße                            | um 1936            | | |
| Oststraße                                 |                    | | |
| Schlossbergstraße                         | nach 1889          | | |
| Schlossberggasse                          |                    | | |
| Siedlung Freiheit                         | Mai/Juni 1945      | | |
| Siedlung "Braune Scholle"                 |                    | | |
| Stavenhagenstraße                         | 14. Nov. 1962      | | |
| Augasse                                   |                    | | |
| Theodor-Fontane-Platz                     | 1991               | | |
| Julius-Fučík-Platz                        |                    | entstand in den 1970er Jahren | |
| Theodor-Storm-Straße                      | 1991               | | |
| Walter-Kopp-Straße                        |                    | entstand in den 1980er Jahren | |
| Thomasstraße                              | 1991               | | |
| Straße des 1. Mai                         | 1961               | | |
| Stalinstraße                              | 1949               | | |
| Thomasstraße                              | 1923               | | |
| An der Gräßlitz                           | um 1800            | bis 1903 teilweise zur Marktstraße | |
| Fleischergäßchen                          |                    | | |
| Untere Silberstraße                       | 1863               | | |
| Silberstraße                              |                    | zusammen mit Oberer Silberstraße | |
| von-Westernhagen-Platz                    | 1991               | | |
| Karl-Marx-Platz                           | 1945               | | |
| Marienplatz                               | Mai/Juni 1945      | | |
| Platz der SA                              | 29. Juni 1937      | | |
| Marienplatz                               | September 1874     | | |
| Waldstraße                                | Mai/Juni 1945      | | |
| Wilhelm-Gustloff-Straße                   | 1936               | | |
| Waldstraße                                |                    | | |
| Weberstraße                               | 1901               | | |
| Webergasse                                | mind. 1824         | | |

## Umbenennungen chronologisch

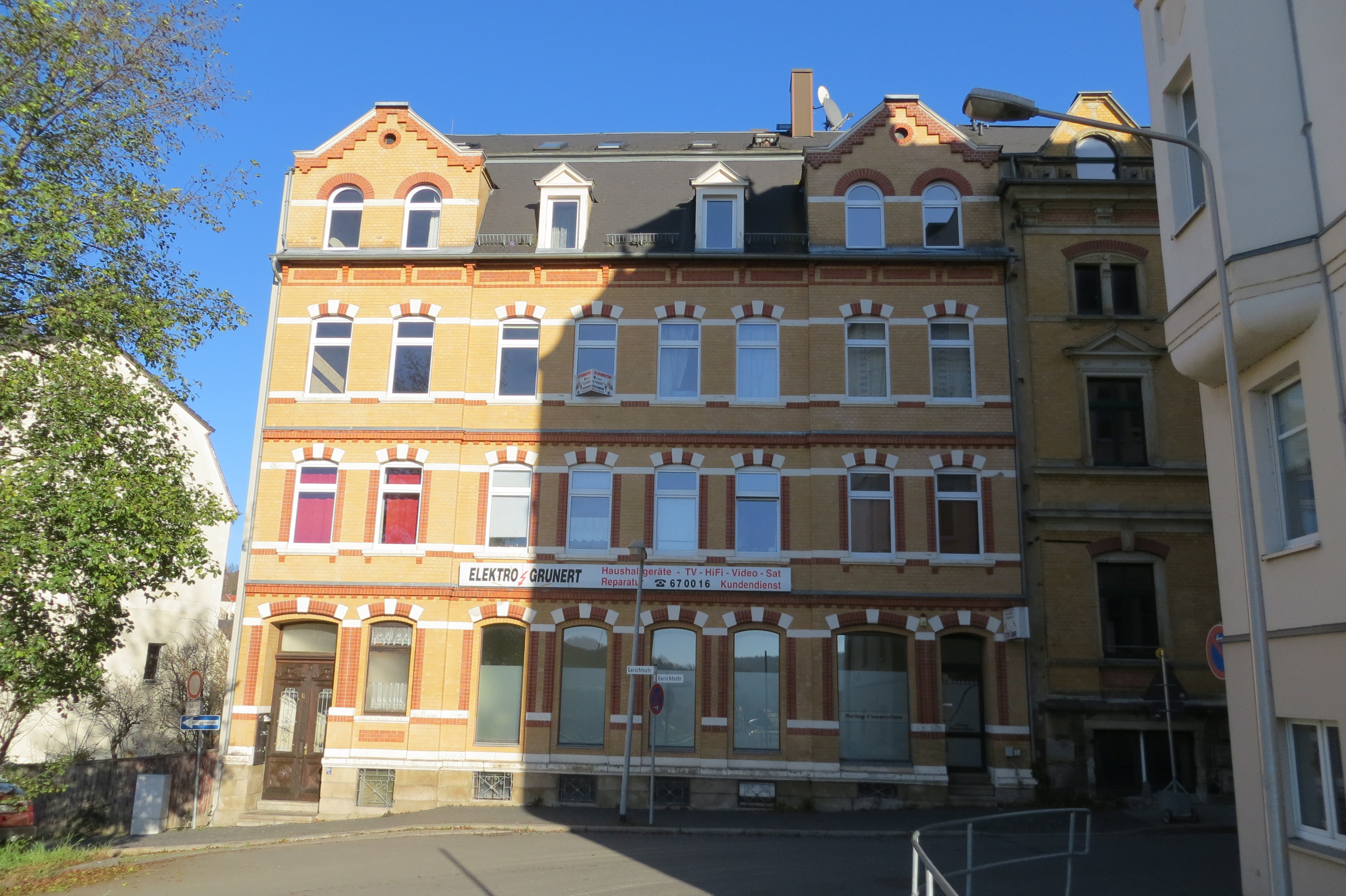
Haus Gerichtsstraße 11; im Adressbuch von 1937 noch Reichenbacher Straße 1

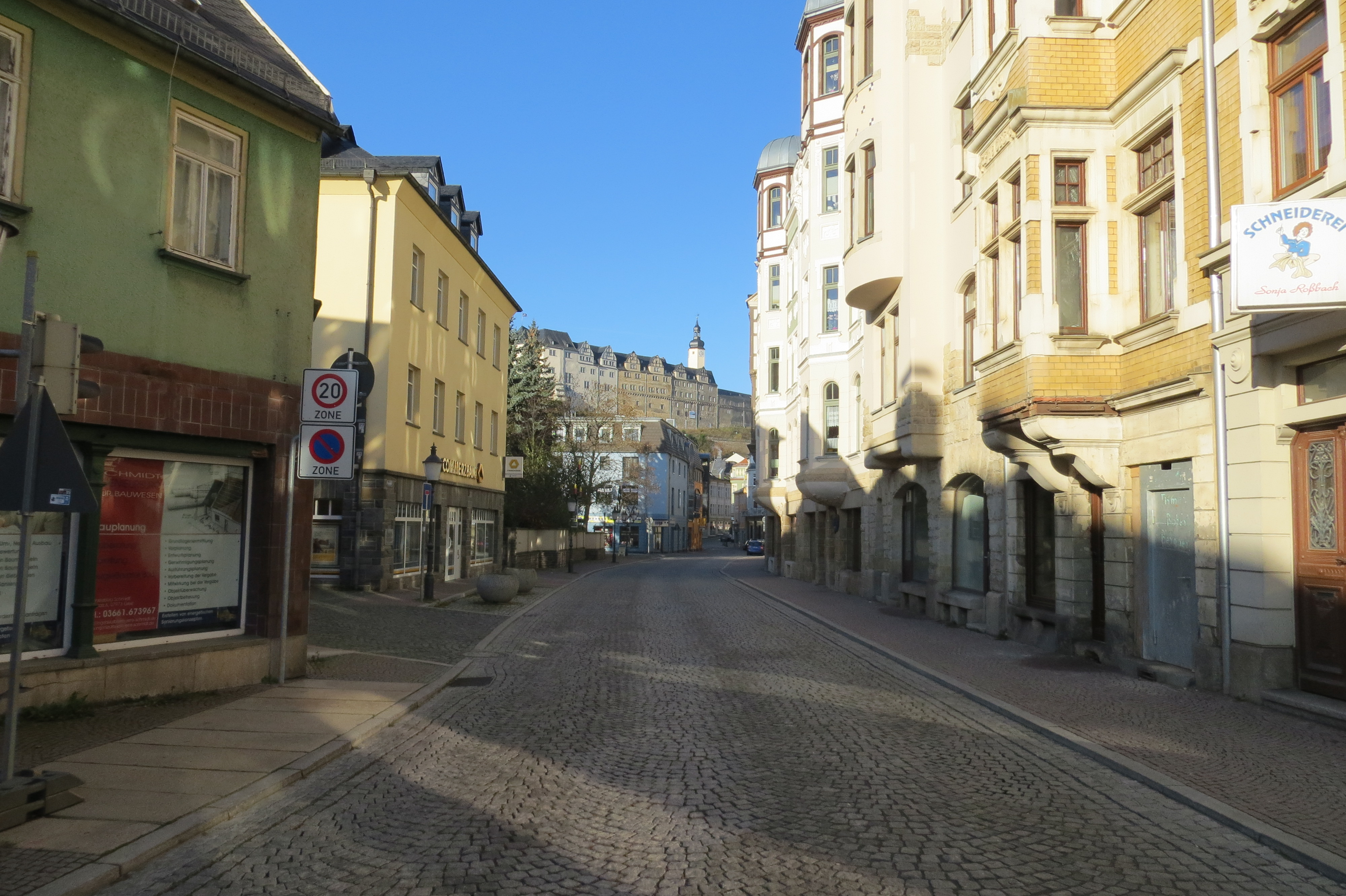
Die Thomasstraße hatte schon fünf verschiedene Namen.

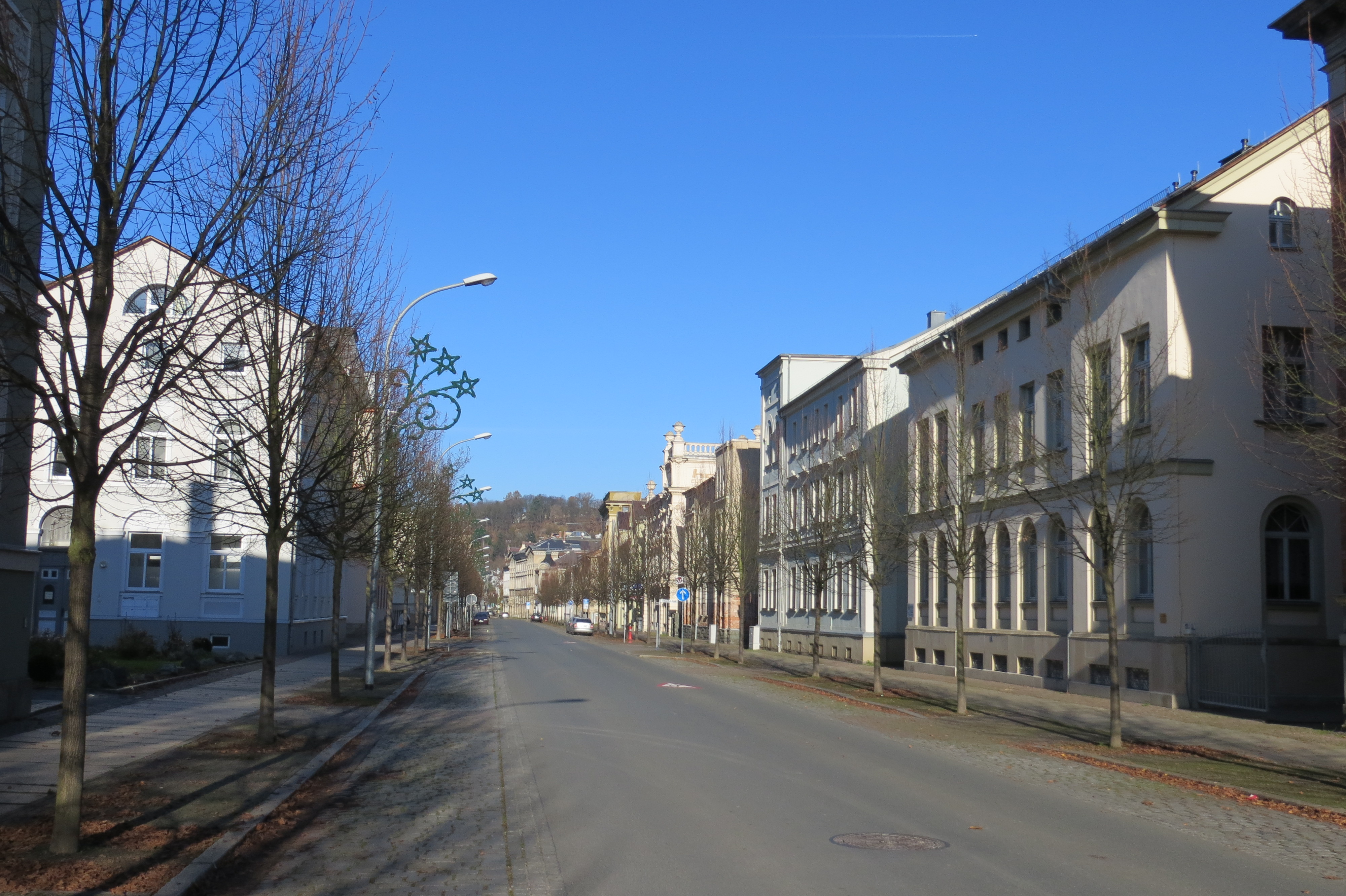
Die Carolinenstraße, die Magistrale der Neustadt, hieß zu DDR-Zeiten Ernst-Thälmann-Straße.

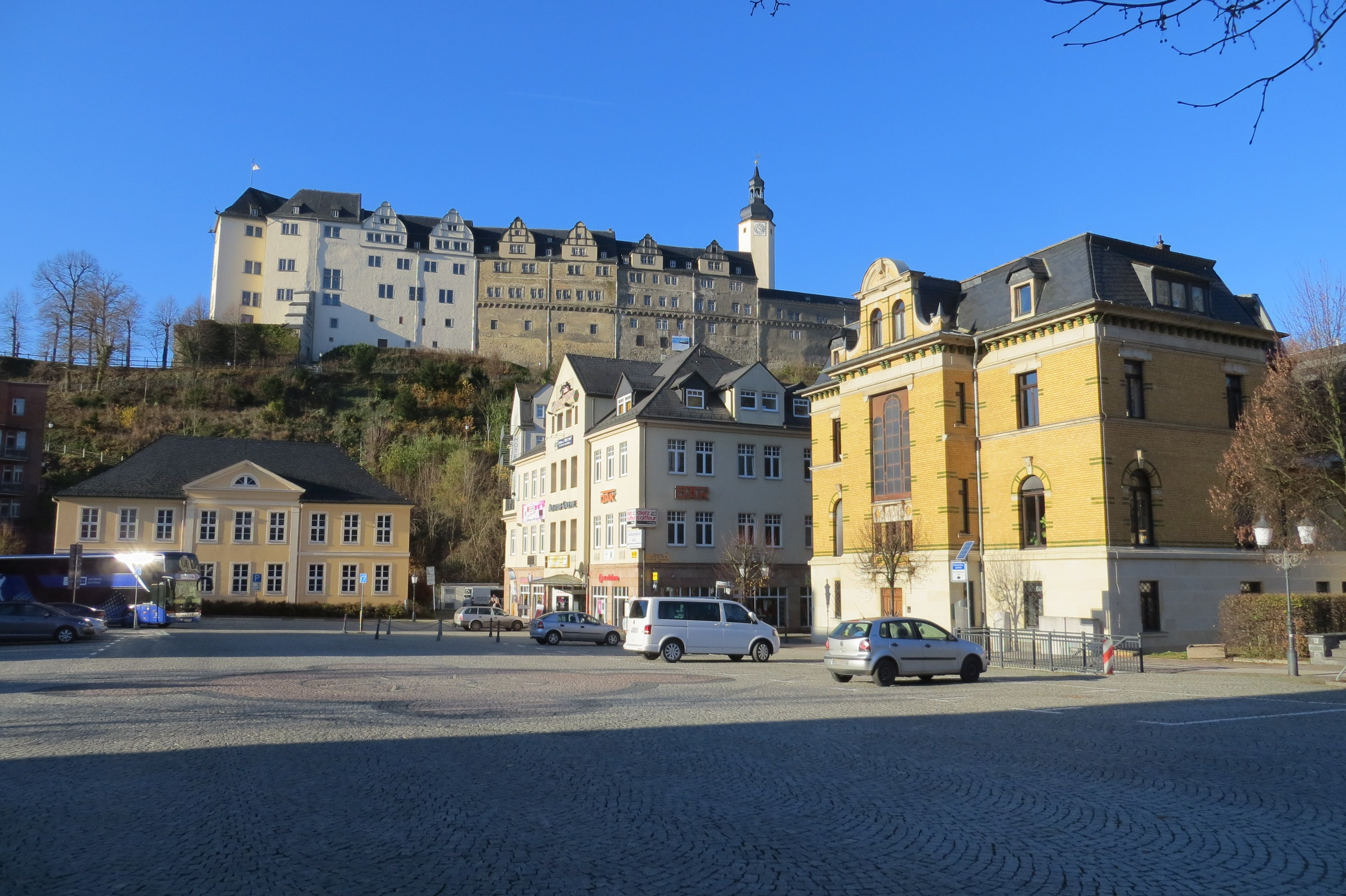
Der von-Westernhagen-Platz trägt bereits seinen vierten Namen.

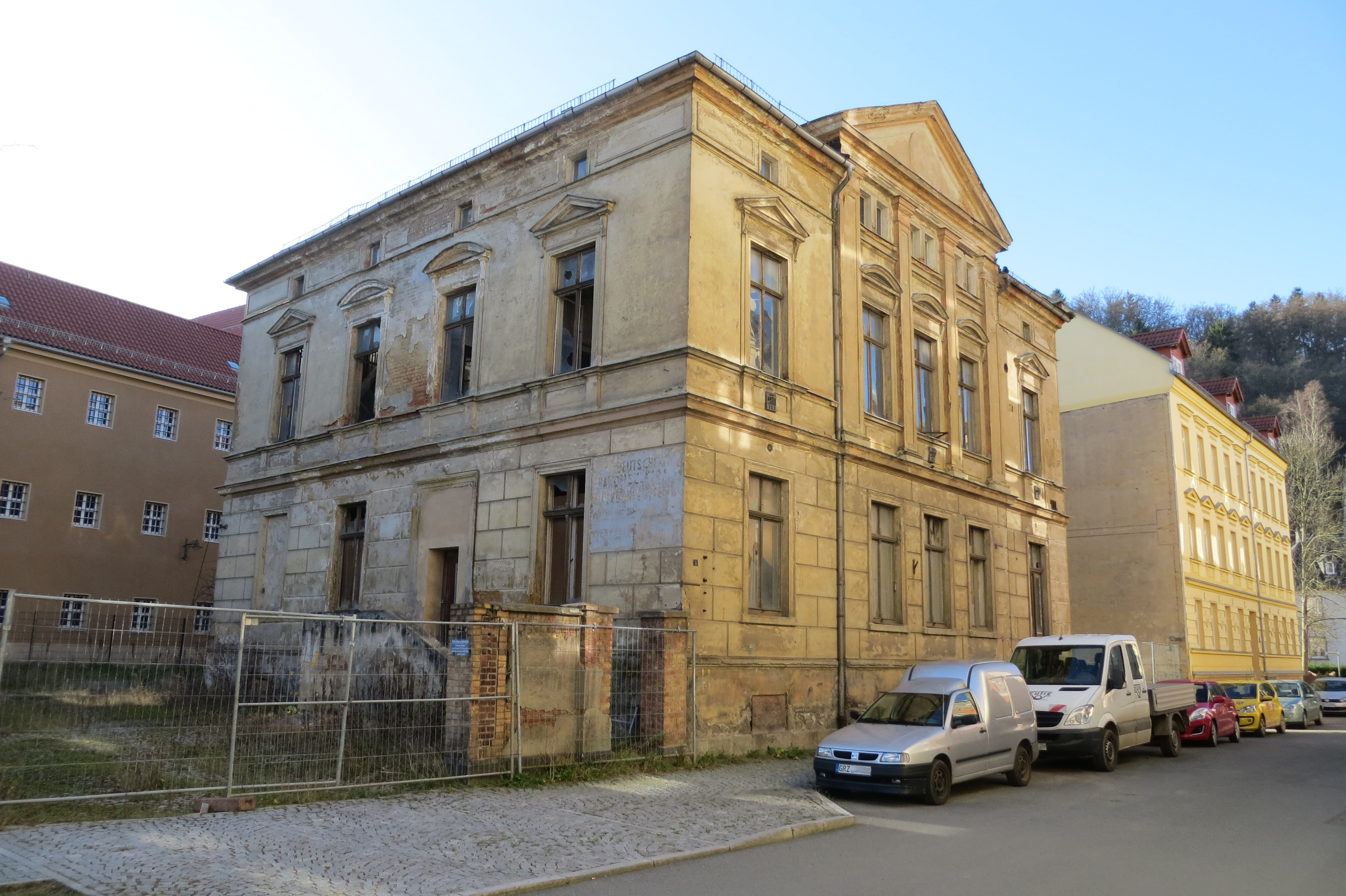
Das Haus der Freimaurerloge gab der Logenstraße, heute Prof.-Dr.-Friedrich-Schneider-Straße, ihren Namen.

### Vor 1900
- um 1800: Fleischergäßchen → An der Gräßlitz
- vor 1802: Reichenbacher Gasse → Marktstraße
- nach 1802: Kirchgasse → Burggasse
- vor 1848: An der Rinne → Rosengasse
- vor 1850: Burggasse → Burgstraße
- 1850: Gottesackergasse → Am Friedhof
- 1863: Blumengasse → Gartenweg
- 1863: Silberstraße → Obere Silberstraße + Untere Silberstraße
- 21. Dezember 1867: Neue Gasse → Bahnhofstraße
- 21. Dezember 1867: Teichgasse → Marienstraße
- 23. Februar 1872: Am Thiergarten + Am Friedhof  → Friedhofstraße
- 13. Mai 1872: Theatergäßchen → An der Heinrichsbrücke
- 1881: Adelheidsteig → Adelheidstraße
- 1881: Bahnhofstraße (teilweise) → Reichenbacher Straße
- 1881: Bahnhofstraße (teilweise) + Schuhmarkt → Gerichtsstraße
- 1881: Querstraße → Querstraße + Bahnhofstraße
- nach 1889: Schlossberggasse → Schlossbergstraße
- 1898: Fluthstraße → Logenstraße

### 1900 bis 1932
- 23. Mai 1901: Brückengasse + Mühlgasse  → Brückenstraße
- 1901: Webergasse → Weberstraße
- nach 1900: Irchwitzer Weg → Irchwitzer Straße
- 1904: Gerichtsstraße (teilweise) → Regentenplatz
- 30. November 1904: Neumarkt + Topfmarkt → Ernst-Arnold-Platz
- 15. Mai 1914: Elsterberger Straße → Friedrich-Arnold-Straße
- 1923: An der Gräßlitz → Thomasstraße
- 23. Juni 1925: Rosengasse → Mollbergstraße
- Kirchplatz → Schulplatz

### 1933 bis Anfang 1945
- 1933: An der Freiheit → von-der-Trenck-Straße
- 1933: Denkmalsplatz → Adolf-Hitler-Platz
- 1933: Franz-Feustel-Straße → Richard-Wagner-Straße
- 1933: Friedhofstraße → Franz-Seldte-Straße
- 1933: Genossenschaftsstraße → Vogtlandstraße
- 1933: Gerichtsstraße → Langemarckstraße
- 1933: Heinrichsplatz → Herbert-Norkus-Platz
- 1933: Lindenstraße → Saarlandstraße
- 1933: Mittelstraße → Wilhelm-Frick-Straße
- 1933: Poststraße → Schlageterstraße
- 1933: Querstraße + Bahnhofstraße → Horst-Wessel-Straße
- 1933: Schulstraße → Herminenstraße
- 31. Mai 1934: Elsterplatz → Skagerrakplatz
- 31. Mai 1934: Elsterstraße → Admiral-Scheer-Straße
- 1934: Logenstraße → Dietrich-Eckart-Straße
- 1934: Vogtlandstraße → Oskar-Schleicher-Straße
- April 1935: Weststraße → Heinrich-Fritz-Straße
- um 1936: Oststraße → Bismarckstraße
- 1936: Waldstraße → Wilhelm-Gustloff-Straße
- 29. Juni 1937: Marienplatz → Platz der SA
- nach 1937: Rilkestraße → Sudetenweg

### Mai/Juni 1945
- Admiral-Scheer-Straße → Elsterstraße
- Adolf-Hitler-Platz → Denkmalsplatz
- Dietrich-Eckart-Straße → Logenstraße
- Franz-Seldte-Straße → Friedhofstraße
- Herbert-Norkus-Platz → Pohlitzplatz
- Horst-Wessel-Straße → Querstraße + Bahnhofstraße
- Langemarckstraße → Gerichtsstraße
- Platz der SA → Marienplatz
- Saarlandstraße → Lindenstraße
- Schlageterstraße → Poststraße
- Siedlung "Braune Scholle" → Siedlung Freiheit
- Skagerrakplatz → Elsterplatz
- Sudetenweg → Rilkestraße
- Wilhelm-Frick-Straße → Mittelstraße
- Wilhelm-Gustloff-Straße → Waldstraße

### Ende 1945 bis 1955
- 1945: An der Heinrichsbrücke → An der Freiheitsbrücke
- 1945: Marienplatz → Karl-Marx-Platz
- 1945: Roonstraße → Georg-Herwegh-Straße
- September 1945: Denkmalsplatz → Karl-Liebknecht-Platz
- 17. September 1945: Heinrichstraße → Bruno-Bergner-Straße
- 17. September 1945: Herminenstraße → Dr.-Scheube-Straße
- 3. November 1945: Oskar-Schleicher-Straße → Genossenschaftsstraße
- Dezember 1945: Idastraße → August-Bebel-Straße
- Ende 1945: Gasparinenstraße → Johann-Sebastian-Bach-Straße
- 1945/46: Wilhelmstraße → Friedrich-Naumann-Straße
- 1946: Moschwitzer Straße → Otto-Meier-Straße
- vor 1948: Bismarckstraße → Rudolf-Breitscheid-Straße
- vor 1948: Carolinenstraße → Ernst-Thälmann-Straße
- vor 1948: Elsterstraße → Rosa-Luxemburg-Straße
- vor 1948: Felix-Günther-Straße → Schönsichtweg
- vor 1948: Georg-Schleber-Straße → Fritz-Ebert-Straße
- vor 1948: Gerichtsstraße + Reichenbacher Straße (teilweise) → Gerichtsstraße
- vor 1948: Marienstraße → Friedrich-Engels-Straße
- vor 1948: Regentenplatz → Dr.-Rathenau-Platz
- vor 1948: Richard-Wagner-Straße → Franz-Feustel-Straße
- 1948: Ernst-Arnold-Platz → Puschkinplatz
- nach 1948: Georg-Brösel-Straße → Birkenacker
- nach 1948: Marstallstraße → Straße der DSF
- 1949: Thomasstraße → Stalinstraße
- 20. Juli 1950: Plauensche Straße + Elsterberger Straße + Friedrich-Arnold-Straße → Plauensche Straße
- 1950: von-der-Trenck-Straße → Paul-Kiß-Straße
- nach 1950: Friedhofsweg → Dr.-Otto-Nuschke-Straße

### 1956 bis 1989
- Schönsichtweg → Mitschurinweg
- 1961: Stalinstraße → Straße des 1. Mai
- 14. November 1962: Augasse → Stavenhagenstraße
- 24. März 1966: Mittelstraße → Gotthold-Roth-Straße
- 14. Oktober 1967: Logenstraße → Prof.-Dr.-Friedrich-Schneider-Straße

### Anfang 1991
- Ernst-Thälmann-Straße → Carolinenstraße
- Friedrich-Engels-Straße → Marienstraße
- Karl-Marx-Platz → von-Westernhagen-Platz
- Straße der DSF → Marstallstraße
- Straße des 1. Mai → Thomasstraße

### Mitte 1991
- Georgi-Dimitroff-Ring → Heinrich-Mann-Ring
- Julius-Fučík-Platz → Theodor-Fontane-Platz
- Klement-Gottwald-Straße → Gottfried-Keller-Straße
- Otto-Grotewohl-Straße → Kurt-Tucholsky-Straße
- Walter-Kopp-Straße → Theodor-Storm-Straße
- Wilhelm-Pieck-Straße → Gerhart-Hauptmann-Straße

### Seit 1992
- 2004: Querstraße → Nahmmacherstraße